# Danse dans le jardin
Danse dans le jardin ou Danse au jardin est un tableau du peintre français Nicolas Lancret et conservé dans les musées de la Strada Nuova de Gênes.

## Histoire et attribution
La toile est arrivée dans les collections municipales en 1889 grâce à un legs de Maria Brignole Sale De Ferrari, duchesse de Galliera, provenant de sa résidence parisienne, l'Hôtel de Matignon. Exposée pour la première fois à Gênes en 1892 à l'Exposition d'Art Ancien du Palazzo Bianco, elle fut inventoriée comme une œuvre de Nicolas Lancret, attribution déjà présente dans le catalogue des tableaux et autres biens transportés de Paris à Gênes établi par Maria elle-même en 1888. Le tableau est mentionné par Orlando Grosso, directeur du Bureau des Beaux-Arts de Gênes, dans les catalogues datés de 1909 et 1912 de la Galerie Palazzo Bianco. En 1932, le savant changea l'attribution, l'attribuant à Jean-Baptiste Pater : une étiquette du XIXe siècle appliquée derrière le tableau porte en effet l'indication manuscrite « Les Amants heureux par Pater », due au fait que les deux peintres ont peint des sujets similaires tels que des fêtes et des divertissements aristocratiques.
Dans l'inventaire de la résidence parisienne de la duchesse de Galliera de 1884, sont enregistrés deux tableaux pouvant être identifiés avec l'œuvre arrivée plus tard à Gênes : il est donc possible que la confusion sur l'attribution ait commencé précisément au moment du transfert d'une des deux toiles à Gênes. Lancret et Pater, ainsi que leur maître Antoine Watteau, sont connus comme des peintres de fêtes galantes. Leurs sujets seront définis comme un genre pictural indépendant par Zimmermann :

« les vraies fêtes galantes dont le nom seul Évoque l’Amour, la Langueur et la Rêverie, en robes de satin… s’asseyant sur une peluse à l’ombre des grands arbres, … sous l’œil complaisant d’un Cupidon de marbre ou d’une Cypris ; les couples qui s’éloignent cherchant le mystère ; la musique…la danse…tout ce poème des passions légères »

— E.H. Zimmermann, 1912.

## Description
Le tableau propose un thème typique de la peinture rococo, celui de la danse au jardin. Une dame est invitée à danser par un élégant cavalier vêtu de soie jaune. En arrière-plan à gauche, un autre jeune homme joue de la flûte tandis que deux dames regardent la scène. Il s'agit d'un classique du « divertissement » aristocratique, interprété à la manière des maîtres du XVIIIe siècle français : une fête dans une atmosphère presque enchantée. La toile en question est semblable à une invention de Lancret lui-même gravée par l'Allemand Schmidt à Paris et il existe trois autres variantes du même sujet.